# Thaddea Graham
Thaddea Graham (Cina, 29 marzo 1997) è un'attrice britannica di origini cinesi.
Attiva principalmente nel campo delle serie televisive, ha interpretato un ruolo da co-protagonista in Gli Irregolari di Baker Street.

## Biografia
Abbandonata dai genitori naturali a tre giorni dalla sua nascita, Graham fu presa in custodia da un orfanotrofio sito in Changsha per poi essere adottata quando aveva un anno di età.  L'attrice è dunque cresciuta nella Contea di Down, diventando la prima adozione internazionale svolta da una famiglia dell'Irlanda del Nord. Inizia ad esibirsi nel 2016 presso il teatro Battersea Art Centre nel progetto London Stories Made by Migrants, per poi approdare per la prima volta sul piccolo schermo nel 2015. Nel 2019 ottiene il suo primo ruolo di rilievo nella serie Netflix The Race - Corsa mortale, in cui figura nel cast principale. 
Nel 2020 recita nella serie Netflix Lettera al re e nella miniserie della BBC Us. Nel 2021 Graham ottiene un ruolo da co-protagonista insieme a Darci Shaw nella serie Netflix Gli Irregolari di Baker Street, oltre a entrare a far parte del cast della tredicesima stagione della celebre serie TV Doctor Who. Nel 2022 recita nella produzione irlandese Redemption e Wreck, per poi venire annunciata come componente del cast principale della quarta stagione della nota serie televisiva Sex Education. Sempre nel 2022 doppia un personaggio del videogioco Sifu.

## Filmografia

### Cinema
- After the Hunt - Dopo la caccia (After the Hunt), regia di Luca Guadagnino (2025)
- Jay Kelly, regia di Noah Baumbach (2025)

### Televisione
- The Sparticle Mystery – serie TV, episodi 3x06-3x13 (2015)
- Dani's Castle – serie TV, episodio 3x05 (2015)
- The Race - Corsa mortale (Curfew) – serie TV, 7 episodi (2019)
- Lettera al re (The Letter for the King) – serie TV, 6 episodi (2020)
- Us – miniserie TV, 3 puntate (2020)
- Gli Irregolari di Baker Street (The Irregulars) – serie TV, 8 episodi (2021)
- Doctor Who – serie TV, 4 episodi (2021)
- Redemption – miniserie TV, 6 puntate (2022)
- Wreck – serie TV, 12 episodi (2022-2024)
- Sex Education – serie TV, 8 episodi (2023)
- Bad Sisters – serie TV, 8 episodi (2024)

### Videogiochi
- Sifu (2022) (doppiaggio)
- Dead Island 2 (2023) (doppiaggio)